# 1395

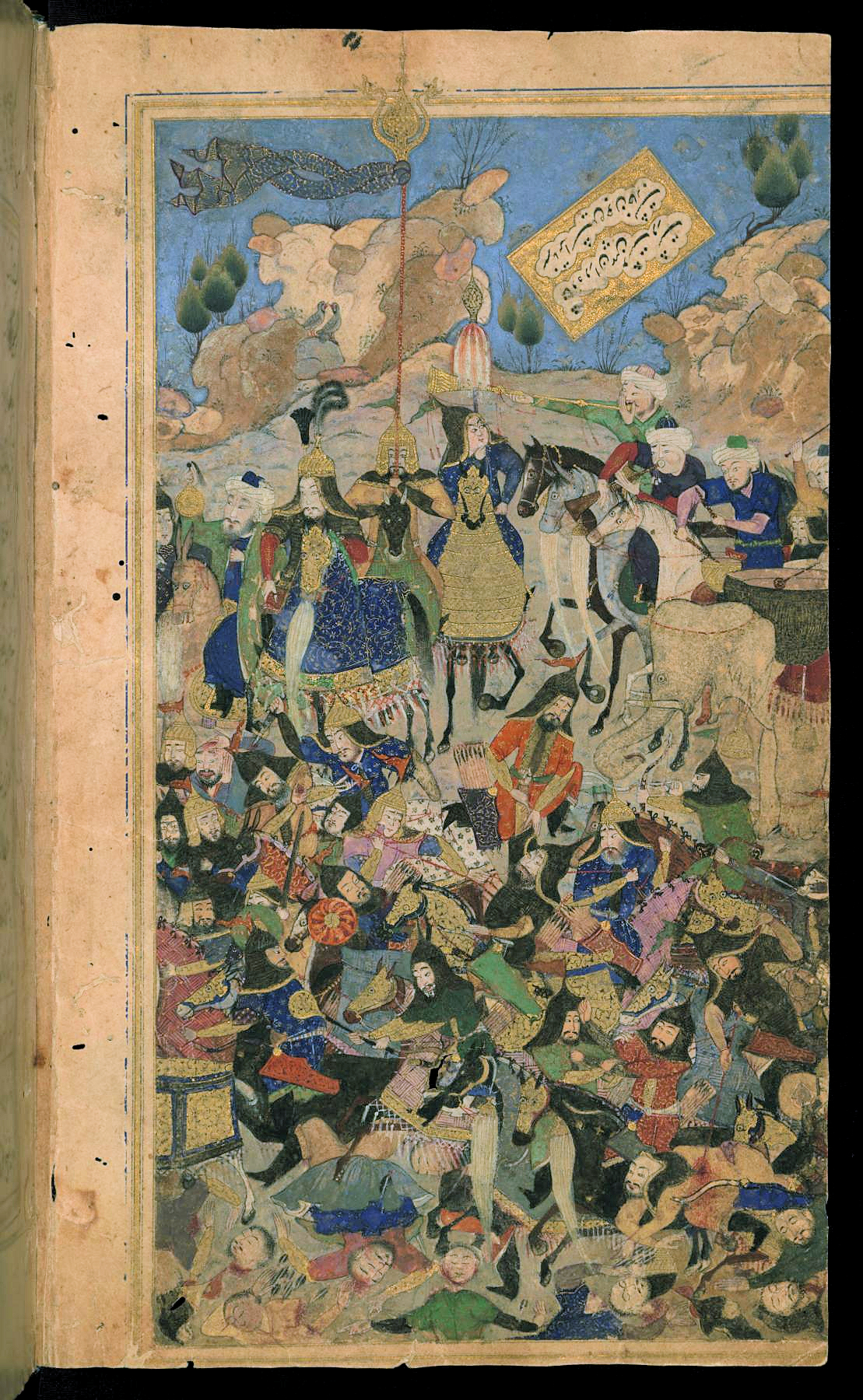
Timoer Lenk verslaat Tochtamysj

Het jaar 1395 is het 95e jaar in de 14e eeuw volgens de christelijke jaartelling.

## Gebeurtenissen
- 14 april - Slag aan de Terek: Timoer Lenk, die met een groot leger het rijk van de Gouden Horde is binnengevallen, verslaat Tochtamysj vernietigend. De macht van de Gouden Horde is gebroken, en de noordelijke tak van de zijderoute houdt op te bestaan.
- 17 mei - Slag bij Rovine: Onder zware verliezen aan beide zijden weet Walachije de opmars van de Ottomanen te stoppen.

zonder datum
- In zijn poging geheel Noord-Italië onder zich te verenigen, verslaat Gian Galeazzo Visconti van Milaan de stad Bologna.
- Gian Galeazzo Visconti, heer van Milaan, koopt de hertogstitel van koning Wenceslaus.
- Buren ontvangt stadsrechten van ridder Allard V.
- Bisschop Frederik van Utrecht trekt op tegen burggraaf Reinoud van Coevorden.
- De Burcht Ardeck wordt gebouwd door Adolf I van Nassau-Siegen.
- Oprichting van de priorij van Corsendonk in Oud-Turnhout.

## Kunst en literatuur
- Taddeo di Bartolo: triptiek Maagd en kind met de heilige Johannes de Doper en Sint Andreas (jaartal bij benadering)

## Opvolging
- Ayutthaya - Ramesuan opgevolgd door Ramaracha
- Azteken (hueyi tlahtoani) - Acamapichtli opgevolgd door Huitzilihuitl
- Bosnië - Stefanus Dabiša opgevolgd door Jelena Gruba
- Hongarije - Maria opgevolgd door haar echtgenoot Sigismund
- Neuchâtel - Isabella opgevolgd door haar neef Koenraad van Freiburg
- Oostenrijk - Albrecht III opgevolgd door zijn zoon Albrecht IV
- Ravensberg - Willem I van Berg opgevolgd door zijn zoon Adolf
- Stolp - Wartislaw VII opgevolgd door Bogislaw VIII en Barnim V

## Afbeeldingen

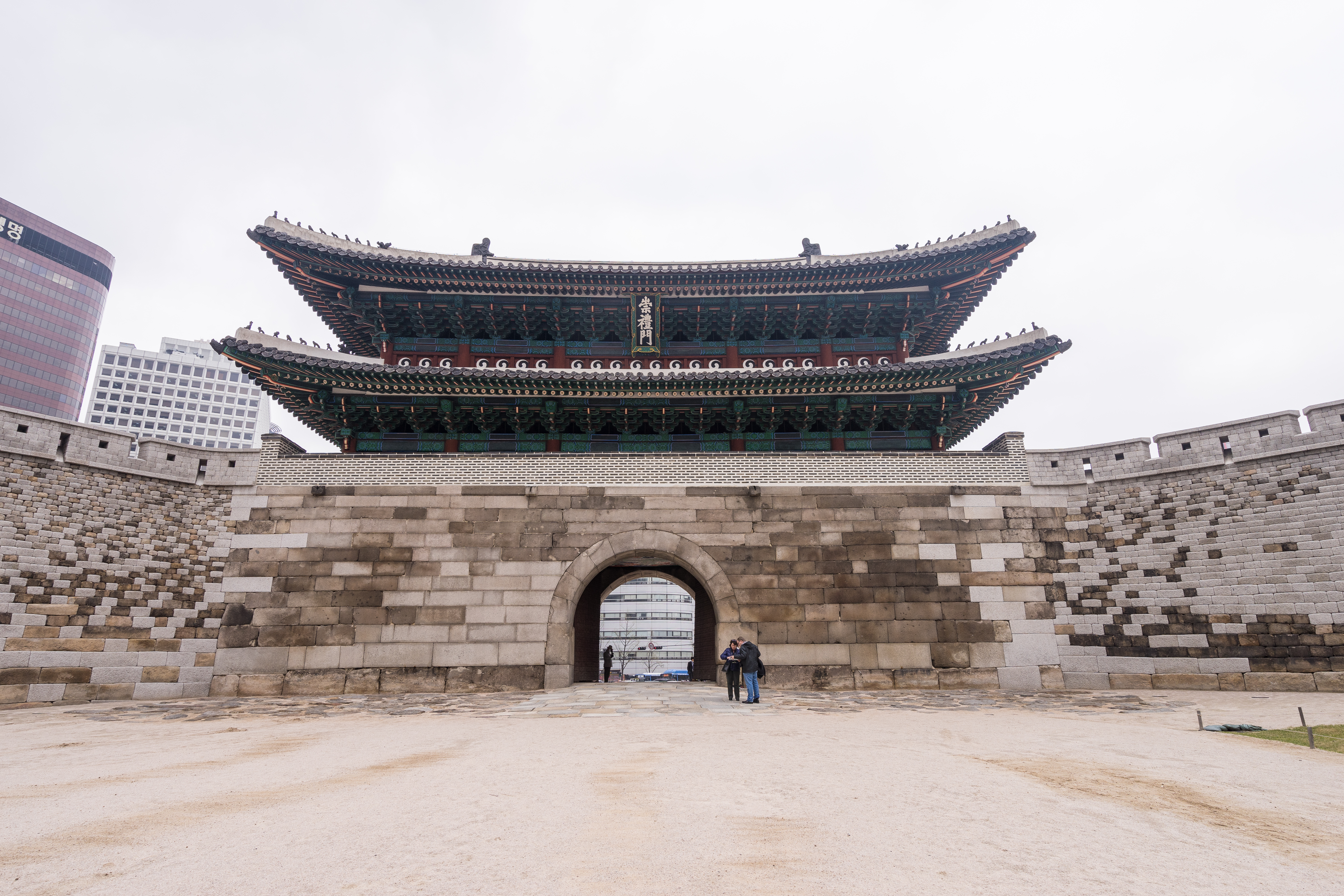
Sungnyemun, Seoel, gebouwd 1395-1398

## Geboren
- 11 januari - Michelle van Valois, Frans prinses, echtgenote van Filips de Goede
- 23 maart - Johan Jacobus, markgraaf van Monferrato
- 22 september - Katharina van Naaldwijk, Nederlands kloosterlinge
- Margaretha van Habsburg, echtgenote van Hendrik XVI van Beieren
- Margaretha Kettler, Duits edelvrouw
- Willem van Lalaing, Nederlands edelman
- Fra Angelico, Italiaans schilder (jaartal bij benadering)
- Heymeric van de Velde, Brabants theoloog (jaartal bij benadering)
- Jacques Cœur, Frans koopman (jaartal bij benadering)

## Overleden
- 13 maart - John Barbour, Schots dichter
- 26 april - Catharina van Bohemen (52), echtgenote van Rudolf IV van Oostenrijk en Otto V van Beieren
- 17 mei - Constantijn Dragaš, Servisch regionaal heerser
- 17 mei - Maria (~24), koningin van Hongarije (1382-1385, 1386-1395)
- 29 augustus - Albrecht III (45), hertog van Oostenrijk (1365-1395)
- 12 december - Yolande van Dampierre (69), Frans edelvrouw
- 24 december - Hendrik VII Rumpold, Silezisch edelman
- 25 december - Isabella (~60), gravin van Neuchâtel
- Acamapichtli, koning van de Azteken (1375-1395)
- Godfried van Dalenbroek, Zuid-Nederlands edelman
- Petrus Naghel, Zuid-Nederlands monnik en bijbelvertaler
- Ramesuan (~56), koning van Ayutthaya (1369-1370, 1388-1395)
- Riccardo Caracciolo, Italiaans edelman